# Rivière Pascagama
Pour les articles homonymes, voir Pascagama.
La rivière Pascagama est un affluent du lac Pascagama. Elle coule dans le nord-ouest du Québec, au Canada, dans les régions administratives de :
- la Mauricie : à l'extrême Ouest du territoire de la ville de La Tuque (canton de Deschamps) ;
- l'Abitibi-Témiscamingue : à l’extrême Est du territoire de Senneterre, dans la municipalité régionale de comté (MRC) de La Vallée-de-l'Or, où se situe son embouchure. Dans cette région, le cours de la rivière traverse successivement les cantons de : Marceau, de Buteux, de Lagacé, de Coursol et de Juneau.

La foresterie constitue la principale activité économique de ce bassin versant ; les activités récréotouristiques arrivent en second.
La surface de la rivière est habituellement gelée de la début novembre à la fin d’avril, toutefois la circulation sécuritaire sur la glace se fait généralement de début de décembre à la mi-avril.

## Géographie

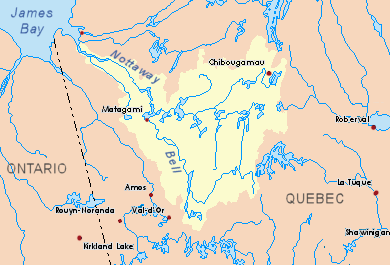
Bassin hydrographique de la rivière Nottaway.

La rivière Pascagama prend sa source à l'embouchure du lac Marceau (longueur : 4,5 km ; altitude : 465 m) dans le canton de Marceau. L’embouchure de ce lac est situé à :
- 118,6 km au nord-ouest du centre du village de Parent ;
- 6,6 km au sud de la limite entre les régions administratives de la Mauricie (La Tuque) et de la Eeyou Istchee Baie-James (municipalité) ;
- 37,7 km à l'est de la limite entre les régions administratives de la Mauricie (La Tuque) et d'Abitibi-Témiscamingue (Senneterre ;
- 32,3 km au nord-ouest du centre du village de la réserve indienne de Obedjiwan ;
- 127,4 km au nord-est du centre-ville de Senneterre (ville) ;
- 52,9 km au nord-est de la confluence de la rivière Pascagama avec le lac Parent.

À partir de l'embouchure du lac Marceau, la rivière Pascagama coule sur 82,5 km, selon les segments suivants :
- 13,9 km vers le nord-ouest en formant deux courbe vers le nord-est, jusqu'à la rive nord-est d’un lac non identifié ;
- 2,9 km vers le sud-ouest, notamment en traversant un lac non identifié (longueur : 2,1 km ; altitude : 425 m), jusqu'à la limite du canton de Buteux ;
- 10,9 km vers le sud-ouest dans le canton de Buteaux, jusqu'à la limite du canton de Lagacé ;
- 19,5 km vers le sud-ouest, en formant une courbe vers le sud en début de segment, jusqu'à la limite Est du canton de Coursol ;
- 4,4 km vers le sud en chevauchant la limite des cantons de Lagacé et de Coursol, et en formant un boucle vers l’est, jusqu’au milieu d’un lac non identifié (altitude : 394 m) ;
- 9,7 km vers le sud-ouest dans le canton de Coursol en traversant des zones où la rivière s’élargit, jusqu'à la limite nord du canton de Juneau ;
- 17,3 km vers le sud-ouest dans le canton de Juneau en formant un crochet vers l'est de 0,6 km, jusqu'à limite Est du canton de Deschamps ;
- 3,9 km vers le sud-ouest dans le canton de Deschamps dans Senneterre (ville), jusqu'à l’embouchure de la rivière[2].

La rivière Pascagama se déverse sur la rive nord du lac Pascagama dans le canton de Deschamps à :
- 16,3 km à l'ouest du réservoir Gouin ;
- 45,9 km au sud-est du centre du village de la réserve indienne Obedjiwan ;
- 127,6 km au nord-est du centre-ville de Senneterre ;
- 110,6 km au nord-est de l'embouchure du lac Parent ;
- 20,4 km au nord de l’embouchure du lac Pascagama]qui se déverse dans la rivière Mégiscane.

## Toponymie
Le terme « Pascagama » est d’origine algonquin et se réfère à un camp, au barrage, au lac et à la rivière.
Le toponyme rivière Pascagama a été officialisé le 5 décembre 1968 à la Commission de toponymie du Québec, soit lors de la création de cette commission.